# Alissa Jung

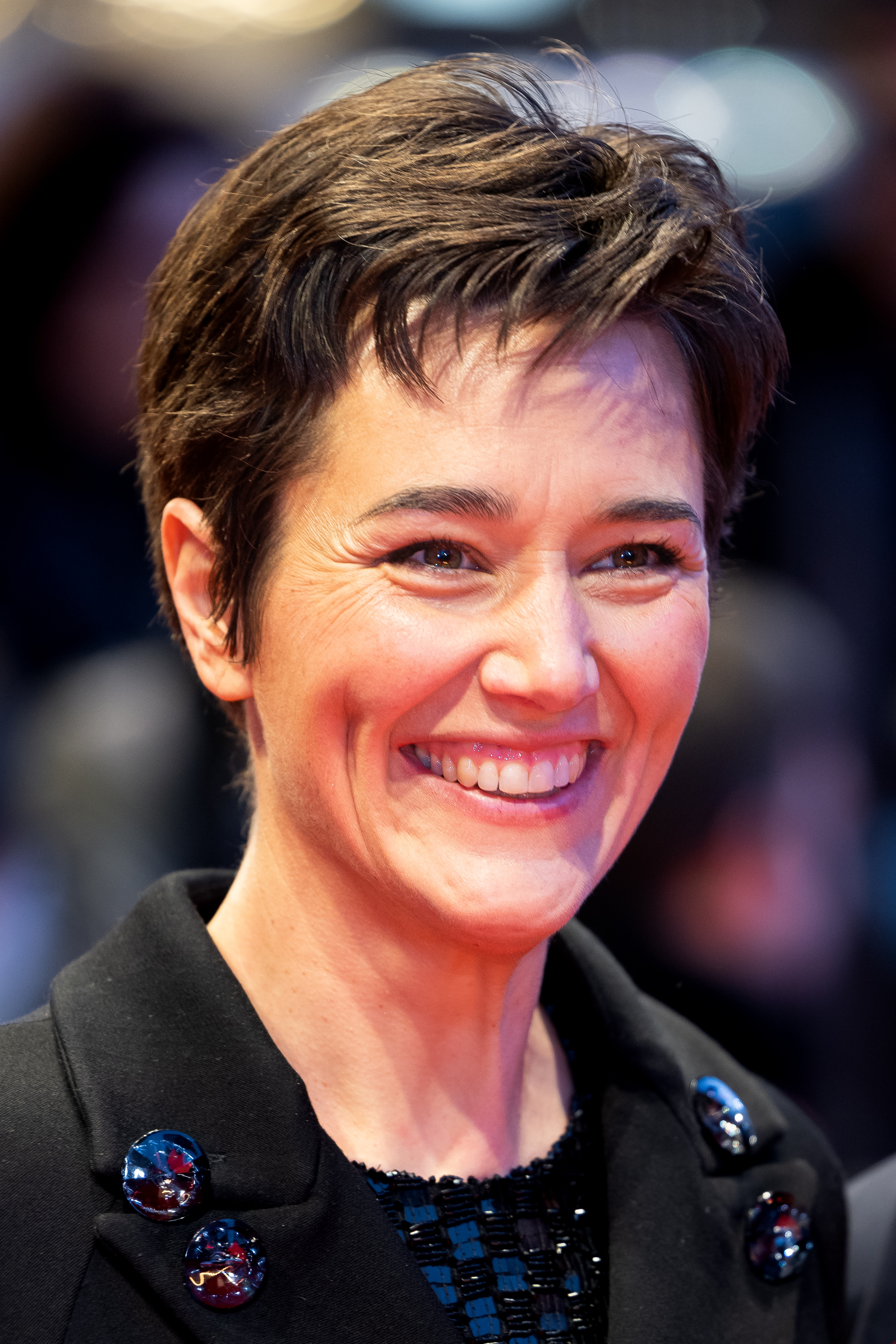
Alissa Jung (2025)

Alissa Jung (* 30. Juni 1981 in Münster) ist eine deutsche Drehbuchautorin und Regisseurin, Schauspielerin und Ärztin.
Mit 16 wurde sie während einer Theateraufführung für den Film entdeckt und arbeitet seitdem erfolgreich als Schauspielerin. 2015 nahm sie sich eine Auszeit von der Filmwelt, um ihr Medizinstudium zu beenden und 3 Jahre als Ärztin in einer Berliner Klinik zu arbeiten. Seit 2020 arbeitet sie als Drehbuchautorin und Regisseurin.

## Leben
Alissa Jung wurde Ende Juni 1981 als erste Tochter des damaligen Lehrers und heutigen SPD-Politikers Burkhard Jung (seit 2006 Leipziger Oberbürgermeister) und der ehemaligen Kinderkrankenschwester und späteren Musiktherapeutin Juliane Kirchner geboren. Sie hat drei Geschwister.
2008 initiierte sie das Projekt Schulen für Haiti, 2011 gründete sie den Verein Pen Paper Peace. Der Verein setzt sich für Bildung in Mittelamerika und Europa ein und finanziert unter anderem zwei Schulen in Port-au-Prince (Haiti) und schärft durch Bildungsprojekte das globale Verantwortungsgefühl bei jungen Menschen in Deutschland und Italien.
2015 nahm sie sich eine Auszeit vom Schauspielgeschäft, um ihr Medizinstudium zu beenden. Sie promovierte 2017 zum Thema Zinkmangel und der damit assoziierenden Depressionen. Ihre Dissertation in englischer Sprache schrieb sie unter dem Titel Zinc deficiency is associated with depressive symptoms: results from the Berlin Aging Study II. Im Anschluss arbeitete sie zwei Jahre lang als Kinderärztin in einer Berliner Klinik.
Jung und ihr ehemaliger Lebensgefährte, der Moderator Jan Hahn (1973–2021), haben einen gemeinsamen Sohn (* 1999) und eine Tochter (* 2004). Sie trennten sich nach achtjähriger Beziehung im Herbst 2006. 2011 lernte sie während der Dreharbeiten des Zweiteilers Ihr Name war Maria (Maria di Nazaret) den italienischen Schauspieler Luca Marinelli (* 1984) kennen. Das Paar lebt in Berlin und Rom.

## Karriere

### Anfänge und Theater
Von 1992 bis 1999 war Jung Mitglied des Kinderhörspielensembles des MDR und synchronisierte verschiedene Kinderfilme und Serien, nachdem sie einem Radioaufruf gefolgt war. 1998 sprach sie unter anderem die Simone in der deutschen Synchronisation des tschechischen Märchenfilms Die drei müden Prinzessinnen (O třech ospalých princeznách). 1996 gab sie ihr Bühnendebüt und spielte unter anderem im Leipziger Theaterhaus Schille als Antigone und am Schauspiel Leipzig in Jeff Noons Gelb.

### Film und Fernsehen

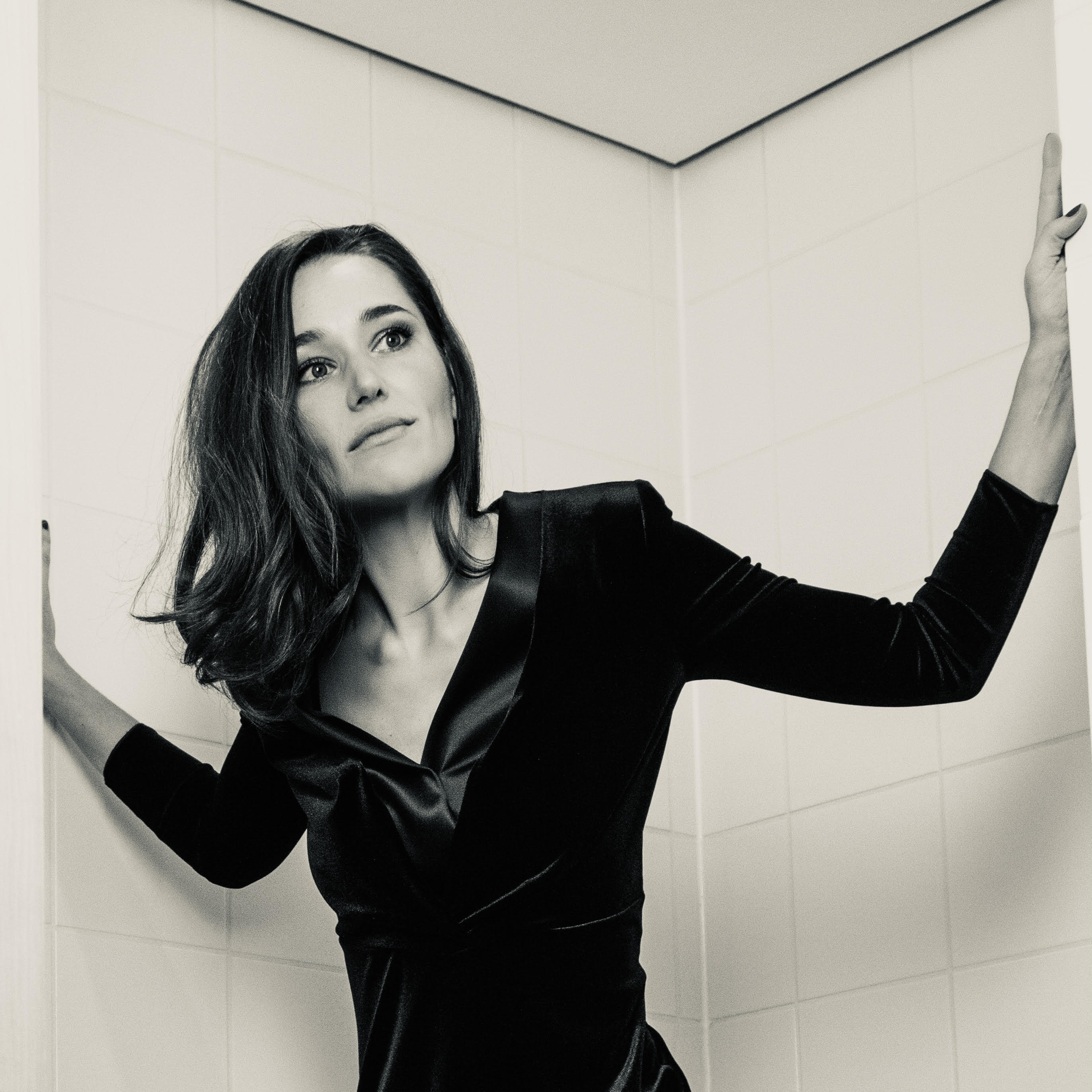
Alissa Jung (2021)

Im Alter von 16 Jahren wurde Jung während einer Theateraufführung für das Fernsehen entdeckt. Ein Jahr später erhielt sie in der ARD-Krankenhausserie In aller Freundschaft die Serienhauptrolle der Schülerin und späteren Fluglotsin Alina Heilmann, die Tochter der Hauptfigur Dr. Roland Heilmann (Thomas Rühmann) und der Friseurin Pia Heilmann (Hendrikje Fitz). Die Schwangerschaft mit ihrem ersten Sohn wurde in die Drehbücher der Serie In aller Freundschaft integriert, die von Jung verkörperte Figur wird in der zweiten Staffel ebenfalls schwanger. Bis zu ihrem Serientod im Jahr 2005 spielte sie in 63 Folgen mit.
Nach ihrem Ausstieg bei In aller Freundschaft übernahm sie von 2006 bis 2007 die Hauptrolle der gelernten Reiseverkehrskauffrau Nelly Heldmann in der Sat.1-Telenovela Schmetterlinge im Bauch. 2012 besetzte sie Giacomo Campiotti in der Titelrolle seines Zweiteilers Ihr Name war Maria, wodurch sie international bekannt wurde. In Florian Froschmayers Verwechslungskomödie Im Brautkleid meiner Schwester spielte sie im selben Jahr an der Seite von David Rott die Doppelrolle der eineiigen Zwillingsschwestern Sina-Marie und Sophie Dahrendorf.
2015 zog sich Jung zunächst aus dem Schauspielgeschäft zurück. 2016 wurden die vorerst letzten Projekte mit ihr ausgestrahlt. 2019 kehrte sie schließlich mit dem von Kritikern gelobten ZDF-Fernsehfilm Das Menschenmögliche, für den sie für den Grimme-Preis 2020 nominiert wurde, in den Schauspielberuf zurück. In der sechsteiligen ZDF-Dramaserie Der Überfall gehörte sie im Frühjahr 2022 als Nebendarstellerin der Petra Lause zur Stammbesetzung.
Von 2020 bis 2021 war sie Stipendiatin der Drehbuchwerkstatt München (HFF München) und arbeitet seitdem als Drehbuchautorin und Regisseurin. Für ihr Drehbuch „Paternal Leave“ wurde sie für den „Tankred Dorst“-Preis nominiert. 2024 realisierte sie als Regisseurin ihr Langfilmdebüt Paternal Leave.
Im Computerspiel Death Stranding 2: On The Beach des japanischen Regisseurs Hideo Kojima verkörpert sie eine bisher unbekannte Figur namens Lucy.

## Auszeichnungen
2024

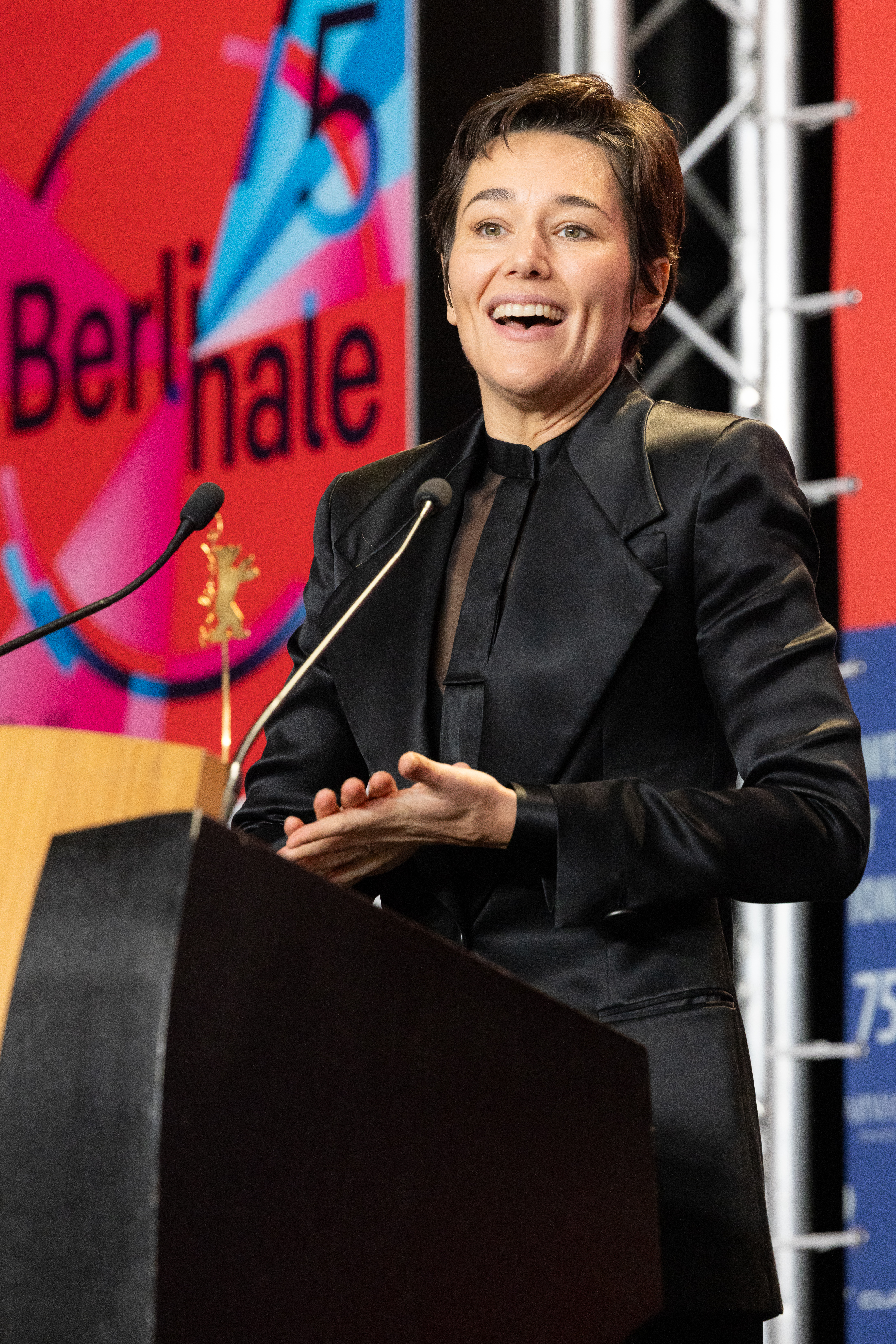
Alissa Jung auf der Berlinale 2025 zur Premiere ihres Filmes Paternal Leave

- Preis für den besten Kurzfilm beim Deutschen Kinder Medien Festival Goldener Spatz für Kurzfilm „Farah“ (als Regisseurin)

2025
- Preis der AG Kino-Gilde-Cinema Vision 14plus für sie als Regisseurin von „Paternal Leave“ (Langfilmdebüt, Premiere auf der Berlinale 2025) sowie
- Auszeichnung Beste Regie für „Paternal Leave“ beim BCN Film Fest in Barcelona[16]

## Filmografie

### Kino
- 2006: Der erste Engel (Kurzfilm)(Schauspiel)
- 2008: Spring (Kurzfilm) (Regie)
- 2010: Schafe zählen (Kurzfilm) (Schauspiel)
- 2011: Kleine Mauer (Dokumentation) (Regie)
- 2012: Ihr Name war Maria (Maria di Nazaret) (Schauspiel)
- 2013: Der Passagier (Kurzfilm) (Schauspiel)
- 2013: Zweisitzrakete (Schauspiel)
- 2016: Open My Eyes (Schauspiel)
- 2023: Die Mauer muss weg (Kurzfilm) (Regie)
- 2024: Farah (Kurzfilm) (Regie)
- 2025: Paternal Leave (Regie)

### Fernsehen

#### Fernsehfilme
- 2000: Küss mich, Frosch
- 2001: Besuch aus Bangkok
- 2007: Frühstück mit einer Unbekannten
- 2008: Der letzte Grieche
- 2010: Des Kaisers neue Kleider
- 2011: Im Brautkleid meiner Schwester
- 2019: Das Menschenmögliche
- 2022: Einsatz in den Alpen – Der Armbrustkiller

#### Fernsehserien und -reihen
- 1998–2002, 2004, 2005: In aller Freundschaft (63 Folgen)
- 2001: Alphateam – Die Lebensretter im OP (Folge Außenseiter)
- 2002–2003: Körner und Köter (9 Folgen)
- 2003–2022: SOKO Köln (verschiedene Rollen, 3 Folgen)
- 2004: SOKO Leipzig (Folge Sein letztes Date)
- 2004: Hallo Robbie! (Folge Flaschenpost)
- 2004: Die Wache (Folge Schein und Sein)
- 2005: Die Rettungsflieger (Folge Trennung)
- 2006–2007: Schmetterlinge im Bauch (123 Folgen)
- 2007: Kommissar Stolberg (Folge Der Sonnenkönig)
- 2007: SOKO Wismar (Folge Spitzenleistung)
- 2008: Im Tal der wilden Rosen – Fluss der Liebe
- 2008: Inga Lindström – Hochzeit in Hardingsholm
- 2008–2014: Alarm für Cobra 11 – Die Autobahnpolizei (verschiedene Rollen, 2 Folgen)
- 2009: Küstenwache (Folge Grausame Täuschung)
- 2010: Tatort: Der Polizistinnenmörder
- 2010: Rosamunde Pilcher – Wenn das Herz zerbricht
- 2013: Heiter bis tödlich: Morden im Norden (Fernsehserie, Folge Auf Herz und Nieren)
- 2014: Die Familiendetektivin (Fernsehserie, Folge Brüderchen und Schwesterchen)
- 2014: Die Bergretter (Fernsehserie, Folge Gefangen im Eis)
- 2015: Bettys Diagnose (Fernsehserie, Folge Fieber)
- 2015: SOKO 5113 (Fernsehserie, Folge Die Kinder der Agathe S.)
- 2015: Einfach Rosa – Die Hochzeitsplanerin
- 2016: Inga Lindström – Gretas Hochzeit
- 2022: Der Überfall (6 Folgen)
- 2022:  Doktor Ballouz (Fernsehserie, Folge Erinnerungen)

### Synchronrollen
- 1998: Die drei müden Prinzessinnen (O třech ospalých princeznách) als Simone für Magdalena Chrzova